# وليام بوروكي
وليام بوروكي (بالإنجليزية: William J. Borucki)‏ (من مواليد 1939) هو عالم فضاء عمل في مركز أميس للأبحاث في ناسا. عند انضمامه إلى وكالة ناسا في عام 1962، قام بوروكي بتصميم الدروع الحرارية للمركبات الفضائية لبرنامج أبولو. في عام 2013، حصل بوروكي على وسام هنري دريبر من الأكاديمية الوطنية للعلوم الأمريكية لعمله مع كيبلير. في عام 2015 حصل على جائزة شو في علم الفلك. 